# 七斑肥腹蛛
七斑肥腹蛛（学名：Steatoda erigoniformis），又名七星鳴姬蛛，为球蛛科肥腹蛛属的动物。分布于日本、台湾岛以及中国大陆的四川、福建、浙江等地，多见于落叶层中以及或石下。